# نظرية الإشارات

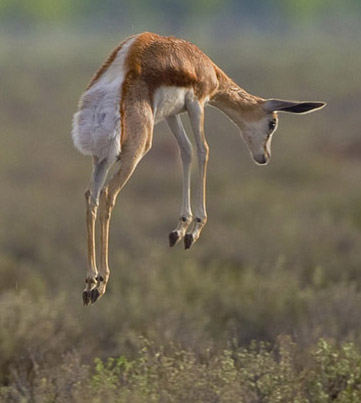
"رباعيات الحركة "أو" القفز على أربعة قوائم "من قبل الشباب قوقز (Antidorcas marsupialis) قد يشير بصراحة إلى مفترس ضاري مثل الفهد أنه حيوان صالح وقادر وسريع، وبالتالي لا يستحق مطاردته.

في علم الأحياء التطوري، نظرية الإشارات هي مجموعة من نماذج نظرية عمل دراسة تهدف إلى التواصل بين الأفراد، سواء داخل الأنواع وعبر الأنواع. السؤال المركزي هو عندما يجب أن يتوقع الانتقاء الجنسي، ينبغى أن تتوفر اشارات صادقة (أي افتراض تبذل من نية واعية) بدلا من الغش (البيولوجيا) الكائنات الحية ذات المصالح المتضاربة، كما هو الحال في الغش. نموذج رياضي
في الكائنات التي تهدف كشف حالتهم إزاء الأفراد الآخرين كجزء من استراتيجية مستقرة تطويريا مهمة للبحث في هذا المجال.
يتم إعطاء إشارات في سياقات مثل اختيار الشريك من قبل الإناث، الذي يخضع لإشارات من الذكور للضغوط الانتقائية. وبالتالي إشارات تتطور لأنها تعديل لسلوك المتلقي لصالح من بعث بالإشارة. قد تكون إشارات صادقة، تقوم بنقل المعلومات مما يزيد من لياقة المتلقي، أو غير شريفة. يمكن للفرد أن يغش عن طريق إعطاء إشارة غير شريفة، والتي قد تفيد لفترة وجيزة أن باعث الإشارة، في خطر تقويض نظام الإشارات لجميع السكان.
مسألة ما إذا كان اختيار إشارات لتعمل على مستوى الكائن الفرد أو الجينات، أو على مستوى المجموعة، وقد نوقشت من قبل علماء الأحياء مثل ريتشارد دوكينز، بحجة أن الأفراد تتطور إلى بعث إشارة ولاستقبال اشارات بطريقة أفضل، بما في ذلك مقاومة التلاعب. آموتز زهاوي الذي اقترح أن الغش يمكن أن يسيطر عليه بواسطة قاعدة التعويق، حيث أفضل الخيول في سباق المعوقين هو واحد يحمل أكبر أشكال الإعاقة. وفقا لنظرية زهاوي، فإن باعث الإشارة مثل الطاووس الذكور النى تمتلكلها «ذيولا» التي تعد من المعوقات حقا بأنها، كونها مكلفة للإنتاج.ذلك نظام مستقر من الناحية التطورية كما أن الذيول المبهرجة الكبيرة هي إشارات صادقة.
وقد حاول علماء الأحياء التحقق من مبدأ الإعاقة، ولكن مع نتائج غير متناسقة. وعالم الأحياء الرياضي رونالد فيشر قدم تحليلا عن مساهمة أن وجود نسختين من كل جين (صيغة صبغية) من شأنها أن تجعل الإشارات صادقة، مما يدل على أن ظاهرة الاحتباس الحراري يمكن أن تحدث في الانتقاء الجنسي، وهذا يتوقف بحساسية على التوازن بين التكاليف والفوائد.
يمكن أن نتوقع الآليات نفسها في البشر، حيث درس الباحثون السلوكيات بما في ذلك المخاطرة من قبل الشباب، إن صيد الحيوانات لعبة كبيرة، والطقوس الدينية مكلفة، وقد وجدوا أن هذه تظهر في تأهيل إشارات صادقة مكلفة.

## الانتقاء الجنسي
عندما تختار الحيوانات أقرانها للتزاوج، الصفات مثل الإشارات التي تخضع للضغوط التطورية. على سبيل المثال، ذكر ضفدع الشجر الرمادي، هايلا المبرقشة، ينتج أصواتا لجذب الإناث.
مرة واحدة تختار الأنثى رفيقها، وهذا الاختيار كونه لنمط معين من دعوة الذكور، وبالتالي تعبر عن قدرة إشارات محددة. إشارة يمكن أن تكون معبرة عن جوهر الدعوة نفسها، وشدة الدعوة، على غرار تنوعها، ومعدل تكرارها، وهلم جرا. فرضيات مختلفة تسعى لشرح لماذا الإناث ستختار إستدعاء واحد على حساب الآخر.
وتقترح استغلال الفرضية الحسية غلى التفضيلات الموجودة مسبقا في استقبال الإناث حيث يمكن أن تدفع تطور الابتكار في إشارة المرسلين الذكور، بطريقة مشابهة لفرضية التفضيلات الخفية التي يقترح أن المكالمات الناجحة هي أكثر قدرة على تطابق بعض التفضيلات الخفية 'في أنثى. باعث الإشارة طور في بعض الأحيان حلي جنسية متعددة، على الرغم من تشكك واضح في أسباب التكرار.

## إشارات صادقة
تعتبر الإشارات في علم الأحياء صفات مميزة مثل الأشكال والسلوكيات التي تطورت بشكل خاص لأنها تؤثر على سلوك المتلقي بطرق تفيد مصدر الإشارة. وتسمى السمات أو الإجراءات التي تعود بالنفع على المتلقي بشكل حصري تلميحات. عندما يقوم طائر بتوجيه نداء تحذير عمدًا إلى حيوان مفترس يطارده ويتخلى المفترس عن المطاردة يعتبر الصوت إشارة. عندما يصنع طائر يبحث عن طعام عن غير قصد صوتًا مع أوراق الشجر يجذب الحيوانات المفترسة ويزيد من خطر الافتراس يعتبر هذا الصوت (تلميح).
تتشكل أنظمة الإشارة من خلال المصالح المتبادلة بين مصدري الإشارات والمستقبلين. يقوم طائر مثل القيق الأوراسي بتحذير الحيوانات المفترسة المطارِدة بإبلاغ المفترس بشيء مفيد: هو أنه تم اكتشافه بواسطة الفريسة، وقد يتخلى المفترس عن إضاعة الوقت في ملاحقة هذه الفريسة التي أصدرت التنبيه، والتي من غير المرجح أن يستطيع اصطيادها. عندما يستسلم المفترس يمكن لمُصدر الإشارة العودة إلى قيامه بمهام أخرى مثل التغذية. حيث بمجرد أن يتم اكتشاف الحيوان المفترس يكون للمفترس والضحية مصلحة متبادلة في إنهاء عملية الاصطياد.
فيما يتعلق الأنواع: تتزايد المصالح المتبادلة مع درجة القرابة. تعتبر القرابة أمرًا محوريًا لنماذج الإشارة بين الأقارب، على سبيل المثال عندما تطلب الطيور الصغيرة الطعام من والديها.
الضفدع الأصفر المسمم يعطي إشارة صادقة تدل على سميّته لتحذير المفترسين مما يخفض خطر الإصابة للضفدع.
إنَّ مصطلح الصدق في التواصل الحيواني مثير للنقاش لأنه ينطوي عدة نوايا في الاستخدام غير التقني. ومع ذلك يستخدم علماء الأحياء عبارة (إشارات صادقة) بالمعنى الإحصائي المباشر. تعتبر الإشارات البيولوجية مثل الإشارات التحذيرية أو ريش الذيل المتألق إشارات صادقة إذا كانت تنقل معلومات مفيدة بالفعل إلى المتلقي. أي أنَّ سمة الإشارة [a] تنقل إلى المتلقي وجود عامل لا يمكن ملاحظته بطريقة أخرى. [b] الإشارات البيولوجية الصادقة لا تحتاج إلى أن تكون مفيدة للغاية مما قد يقلل من فائدتها إلى الصفر، كل ما تحتاجه لتكون مفيدة هو أن تكون صحيحة (في المتوسط)، بحيث تكون بعض الاستجابات السلوكية للإشارة مفيدة من الناحية الإحصائية مقارنة بالسلوك الذي قد يحدث في حالة عدم وجود إشارة. في النهاية: تعتمد قيمة المعلومات ضمن الإشارة على المدى الذي تسمح به للمستقبل بزيادة صلاحيته. وبالتالي فإن الإشارات الصادقة ثابتة تطوريًا.
تتمثل إحدى فئات الإشارات الصادقة في إشارة التحذير اللونية المرئية عمومًا والتي تظهرها الحيوانات السامة أو الخطرة مثل الدبابير والضفادع السامة والضفادع الينفوخية. إشارات التحذير هي مؤشرات صادقة تدل على الفريسة الضارة، لأن الظهور يتطور جنبًا إلى جنب مع السميّة. وبالتالي كلما كان الكائن الحي أكثر تلونًا ووضوحًا كان أكثر سميّة. الألوان السميّة الأكثر شيوعًا وفعالية هي الأحمر والأصفر والأسود والأبيض.

## إشارات غير صادقة
سرطان كماني ذكر يصدر إشارات من خلال توسيع مخلب القتال، ولكن قد تشكل المخالب الصغيرة إشارات غير صادقة.
نظرًا لوجود مصالح متبادلة أو متعارضة في معظم أنظمة الإشارات في الحيوانات، فإن المشكلة الرئيسية في نظرية الإشارة هي عدم الصدق أو الغش. على سبيل المثال: إذا كانت الطيور التي تبحث عن الطعام آمنة عندما تقوم بإطلاق اشارات تحذير فإن هذا الغش يمكن أن يعطي إنذارات خاطئة بشكل عشوائي في حالة وجود حيوان مفترس في مكان قريب. ولكن قد يؤدي إطلاق الاشارات الكاذبة بشكل مفرط إلى تضرر نظام الإشارات. كل إشارة غير صادقة تضعف نظام الإشارات وبالتالي تقلل من صلاحية المجموعة. مثال على إشارة غير صادقة في السرطان الكماني المجوبرغي والذي ثبت أنه يكذب (دون وجود نية واعية ضمنية) حول قدرته القتالية. عندما يفقد مخلبه ينمو مخلب آخر يخيف السرطانات لأنه أصغر ولكن أقوى. نسبة الإشارات غير الصادقة منخفضة بدرجة كافية حيث من غير المجدي أن يختبر السرطان مدى صدق كل إشارة خلال القتال.
بحث ريتشارد دوكينز وجون كريبس في عام 1978 فيما إذا كان الأفراد من نفس النوع يتصرفون وكأنهم يحاولون خداع بعضهم البعض. قاموا بتطبيق فكرة (الجين الأناني) عن التطور على مشاهدات تهديد الحيوانات لمعرفة ما إذا كان من مصلحة جيناتهم إعطاء إشارات غير صادقة. وانتقد علماء الأخلاق السابقين مثل نيكولاس تينبرجن وديزموند موريس لقولهم أنَّ مثل هذه العروض كانت (لصالح النوع). وقالوا أنَّ مثل هذا التواصل يجب أن يُنظر إليه باعتباره سباق تسلح تطوري تتطور فيه الانواع المُصدرة للإشارات لتصبح أفضل في التلاعب بالكائنات المستقبلة، بينما تتطور الكائنات المستقبلة لتصبح أكثر مقاومة للغش.

## التشابه مع فكرة التعويق في الرياضة
اقترح آموتز زهافي في عام 1975 نموذجًا لكيفية تقليل نتائج الإشارة الكاذبة واستقرار العلاقة الصادقة بين الإشارات المرصودة والصفات التي لا يمكن ملاحظتها استنادًا إلى تشبيه أنظمة التعويق في الرياضة. وسمّى هذه الفكرة مبدأ الإعاقة. إنَّ الغرض من نظام المعوقات الرياضية هو تخفيف التفاوت في الأداء، مما يجعل المسابقة أكثر تنافسية. في سباق التعويق تعطى الخيول الأسرع أوزانًا ثقيلة لتحملها تحت سروجها. وبالمثل: في لعبة الغولف للهواة يعطى لاعبو الجولف الأفضل عددًا أقل من الضربات المخصومة من نتائجهم الأولية. يؤدي هذا إلى إنشاء ترابط بين أداء الذين تمت إعاقتهم والذين لم تتم إعاقتهم إذا عملت المعوقات كما هو مفترض. إذا لم تكن تعرف شيئًا عن اثنين من خيول السباق أو عن لاعبي غولف هواة بإمكانك أن تستنتج من يملك احتمالا أكبر للفوز: الحصان ذو عائق الوزن الأكبر، ولاعب الجولف مع عائق عدد الضربات الأقل. وقياسًا على ذلك: إذا مثّل ذيل الطاووس (ريش الذيل الكبير) نظام الإعاقة ولم تكن أنثى الطاووس تعرف شيئًا عن الطاووسين سوى حجمي الذيلين، فستستطيع أن تستنتج أن الطاووس ذي الذيل الأكبر يملك جودة أكبر غير ظاهرة. يمكن أن تشمل تكاليف العرض التكاليف الاجتماعية الخارجية مثل معاقبة المنافسين له وكذلك تكاليف الإنتاج الداخلية. ومن الأمثلة الأخرى الواردة في الكتب عن الأيل الأيرلندية المنقرضة. ربما من الممكن أن تكون قرون الأيل الأيرلندية الضخمة قد تطورت كعرض للقدرة على التغلب على العوائق.
الفكرة الأساسية هنا بديهية وربما تكون مؤهلة لفهم العامّة. عبّر عنها كورت فونيجوت في قصته القصيرة تحت عنوان (هاريسون بيرجيرون) في عام 1961. في أدب المدينة الفاسدة للكاتب فونيجوت يستخدم المعوق العام مجموعة متنوعة من آليات الإعاقة لتقليل عدم المساواة في الأداء. علق أحد مشاهدي رقصة الباليه: «كان من السهل ملاحظة أنها كانت الأقوى والأكثر رشاقة بين جميع الراقصات، لأن حملت حقائب إعاقة كبيرة كتلك التي يرتديها رجل يزن مئتي رطل». فسر زهافي هذا التشبيه أنّه يشير إلى أنَّ الطاووس عالي الجودة ذو الذيل الكبير يدل على قدرته على إضاعة المزيد من الموارد ومقايضتها بذيل أكبر. يتوافق ذلك مع فكرة ثورستين فيبلين التي تشير إلى أنَّ الاستهلاك الكبير ودلائل الإسراف يمكن أن تشير إلى الثروة.
تعتمد استنتاجات زهافي على تفسيره لمفهوم التشابه، لم يتقبّل علماء الأحياء التطورية في البداية مبدأ الإعاقة جيدًا. ومع ذلك استخدم العالمان نور وحسون في عام 1984 [27] نظرية تاريخ الحياة لإظهار كيف يمكن للاختلافات في نتائج الإشارات فيما يتعلق بموضوع البقاء على قيد الحياة والتكاثر أن تسبب استقرار نظام الإشارات تقريبًا كما يتصور زهافي. اشارت النماذج الوراثية أيضًا إلى أن هذا ممكن. أوضح آلان جرافن في عام 1990 أنَّ نظام الإشارات الذي يشبه الإعاقة كان مستقرًا تطوريًا إذا دفعت الحيوانات التي تصدر إشارات عالية الجودة تكاليف موت أقل ناتجة عن إشاراتها.
اقترح وليام هاملتون في عام 1982 آلية عوائق محددة قابلة للتطبيق على نطاق واسع وهي الاصطفاء الجنسي بوساطة التطفل. وقال إنه في السباق التطوري المشترك غير المنتهي بين الكائنات المضيفة والطفيليات تشير الإشارات المنتقاة جنسيًا إلى جودة الصحة. تم اختبار هذه الفكرة في عام 1994 على طيور خطاف المخازن، وهو نوع من الذكور التي تملك ذيل طويل ملون. وجد مولر أنَّ الذكور ذات الذيل الطويل وذريتها تملك عدد قليل من العث الذي يمتص الدم، في حين أنّ الصغار الذين تم دعمهم لم يملكوا عث. كان التأثير من خلال الجينات مما يؤكد نظرية هاملتون.
مثال آخر: فرضية لوزانو والتي تقول أنَّ الكاروتينات تملك أدوار مزدوجة غير متوافقة في الوظيفة المناعية والإشارات. وباعتبار أنَّ الحيوانات لا يمكنها إنتاج الكاروتينات يجب أن تحصل عليها من الطعام. تنص الفرضية على أن الحيوانات التي تملك على إشارات جنسية تعتمد على الكاروتينات تظهر قدرتها على (تبذير) الكاروتينات على الإشارات الجنسية وذلك على حساب جهاز المناعة لديها.
تم إثبات صعوبة اختبار مبدأ الإعاقة بشكل تجريبي ويعود سبب ذلك جزئيًا إلى التفسيرات غير المتوافقة من قبل العالم زهافي ونموذج غرافين للصلاحية، ويرجع ذلك ايضًا إلى النتائج التجريبية المتضاربة: يبدو في بعض الدراسات أنَّ الأفراد ذوي الإشارات الأكبر يدفعون تكاليف أعلى، أما في دراسات أخرى يدفعون تكاليف أقل.
قُدم تفسير محتمل للنتائج التجريبية غير المتوافقة في سلسلة من الأوراق التي كتبها غيتي، وتظهر أنَّ دليل غرافين على مبدأ الإعاقة يستند إلى افتراض بسيط بأن الكائنات التي تصدر الإشارات تتبادل تكاليف المنفعة بطريقة مضافة وهي ذات الطريقة التي يستثمر بها البشر الأموال لزيادة الدخل بنفس العملة. [C] ولكن الافتراض بأن يتم تبادل التكاليف والفوائد بطريقة مضافة صحيح فقط ضمن مجال لوغاريتمي: من أجل تكلفة البقاء على قيد الحياة، يُفترض أن تكون مقايضة فوائد التكاثر بمثابة وسيط لتطور إشارات الاختيار الجنسي. تعتمد الصلاحية على إنتاج ذرية، وهي نتيجة مضاعفة للنجاح الإنجابي يعزز فرض بقاء الفرد على قيد الحياة.